# Дурланген
Дурланген (нім. Durlangen) — громада в Німеччині, знаходиться в землі Баден-Вюртемберг. Підпорядковується адміністративному округу Штутгарт. Входить до складу району Східний Альб.
Площа — 10,43 км2. Населення становить 2812 ос. (станом на 31 грудня 2020).